# Carl Stooss

Carl Stooss, född 13 oktober 1849 i Bern, död 24 februari 1934 i Graz, var en schweizisk jurist.
Stooss blev 1873 advokat, 1876 rättspresident i Bern, 1879 privatdocent där, 1882 ordinarie professor där, 1885 överdomare där, 1887 honorarprofessor där, 1890 ordinarie professor där och 1896–1923 i Wien. Han inlade sig särskild förtjänst genom sina arbeten för och utkast till en strafflagbok för Schweiz, bland annat Die schweizerischen Strafgesetzbücher (1890), Die Grundzüge des schweizerischen Strafrechts (I, 1892, II, 1893), Vorentwurf zu einem schweizerischen Strafgesetzbuch, Allgemeiner Teil (1893) med Motive (1893) och Schweizerisches Strafgesetzbuch (1894) med Motive (1894. Av hans övriga skrifter kan, förutom en rad avhandlingar i bland annat "Der Gerichtssaal" och "Schweizerische Zeitschrift für Strafrecht", nämnas Der Kampf gegen das Verbrechen (1894), Der Geist der modernen Strafgesetzgebung (1896), Chirurgische Operation und ärztliche Behandlung (1898), Strafrechtsfälle für Studierende (1906, andra upplagan 1915), Lehrbuch des österreichischen Strafrechts (I–II, 1909, andra upplagan 1912–13), Allgemeine Bestimmungen österreichischer Strafgesetzbücher 1768–1852 (1909; tillsammans med Eberhard von Künssberg). År 1888 grundede Stooss "Schweizerische Zeitschrift für Strafrecht".